# Armenische Rugby-Union-Nationalmannschaft
Die armenische Rugby-Union-Nationalmannschaft repräsentiert Armenien in der Rugby Union. Das Team ist von World Rugby als Nationalmannschaft der dritten Kategorie eingestuft.

## Geschichte
Armenien ist das jüngste Mitglied des International Rugby Board. Das erste Länderspiel der Nationalmannschaft fand am 2. Juni 2004 statt und endete mit einem 36:6-Auswärtssieg gegen Norwegen. Aufgrund der armenischen Diaspora kann das Team aus einer Vielzahl gutausgebildeter Spieler und Trainer, beispielsweise aus Frankreich und Georgien, schöpfen. So siegte man auch in den folgenden acht Länderspielen und blieb bis zum 30. September 2006 unbesiegt.
Erst bei der Rugby-Europameisterschaft der 3. Division musste sich das Team der Schweiz und Schweden geschlagen geben.

## Teilnahmen an Weltmeisterschaften
- 1987 nicht teilgenommen
- 1991 nicht teilgenommen
- 1995 nicht teilgenommen
- 1999 nicht teilgenommen
- 2003 nicht teilgenommen
- 2007 nicht teilgenommen
- 2011 2. Qualifikationsrunde